# حصن الجوة
حصن الجوة وهو حصن تاريخي يقع في مديرية ساقين في محافظة صعدة ويرجع تاريخ الحصن إلى فترة حكم الإمام يحيى بن حميد الدين، ويعتبر الحصن حارسًا لمديرية ساقين بموقعه المطل على مناطق مديرية ساقين ويراقب الداخل إليها والخارج منها، ويشرف على الوديان ومسالك الطرقات 

## الوصف المعماري
الحصن عبارة عن مبنى قديم قوام بنائه الحجارة وهو على هيئة شكل المربع طوله حوالي (15 متر) وعرضه (14 مترًا) له سور حجري تتخلله أبراج الحراسة بأشكال دائرية، ويتبع الحصن مرافق خدمية كخزانات المياه ومدافن الحبوب، وفي قمة مبنى الحصن تحصينات دفاعية شديدة.